# کارت (علامت)
کارِت (به انگلیسی: caret) یا علامت از قلم‌افتادگی، علامتی هست که معمولاً برای غلط‌گیری چاپ استفاده می‌شود و به کمک آن محل واژه، جمله از قلم‌افتاده را مشخص می‌کنند. معمولاً به صورت V شکل یا ^ ترسیم می‌شود. در نویسه‌های کامپیوتر از ^ برای موارد از قلم‌افتاده استفاده می‌شود.